# Carl R. Hagen

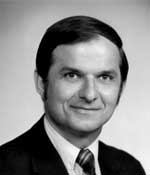
C. Richard Hagen, in den 1980er Jahren

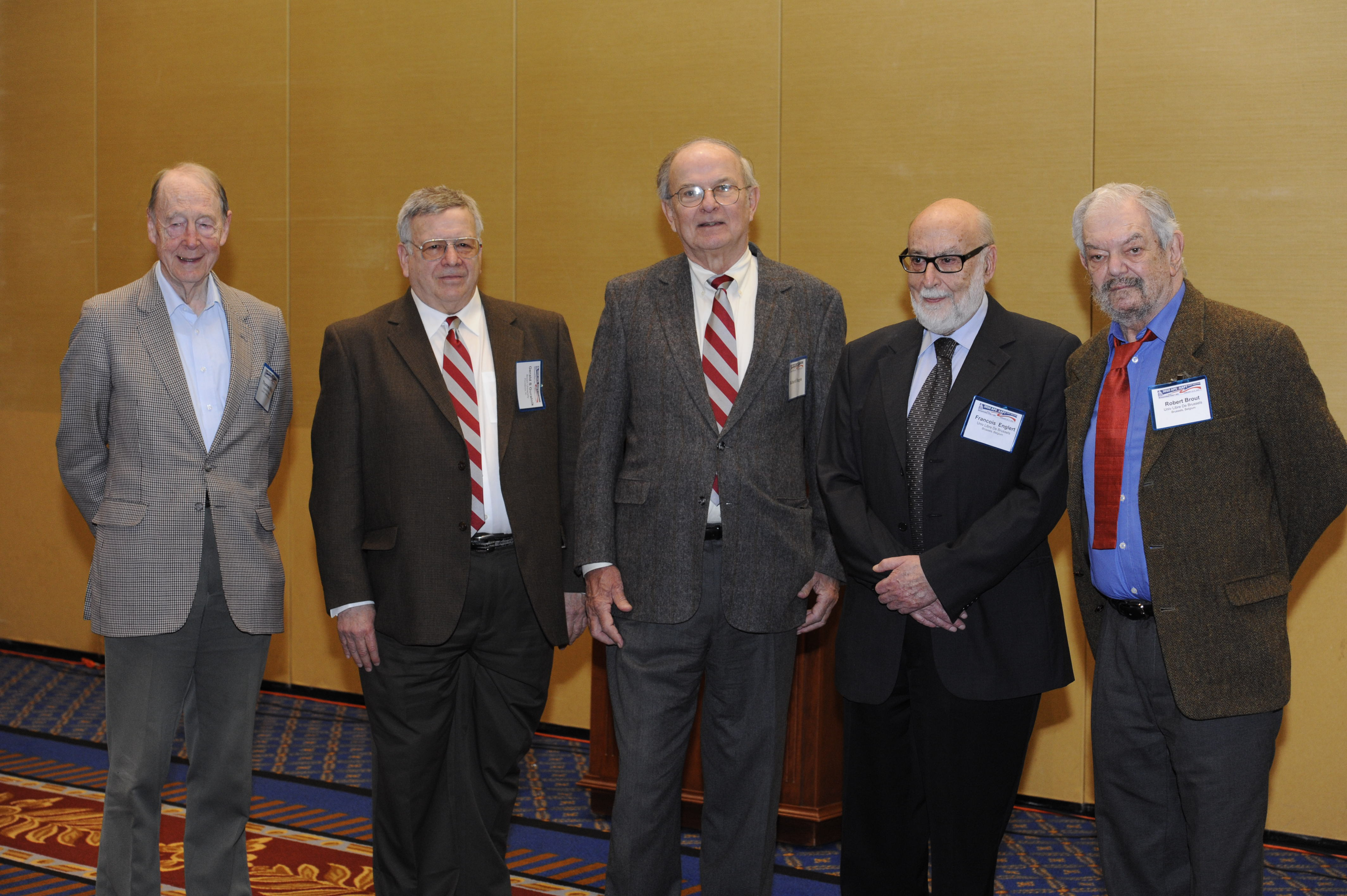
Kibble, Guralnik, Hagen, Englert und Brout bei der Verleihung des Sakurai-Preises 2010

Carl Richard Hagen (Richard Hagen; * 2. Februar 1937 in Chicago) ist ein US-amerikanischer theoretischer Physiker.
Hagen ist Professor für Teilchenphysik an der University of Rochester. Er ist am meisten für seine Verdienste um das Standardmodell und Symmetriebrechung sowie die Mitentdeckung des Higgs-Mechanismus und Higgs-Bosons mit Gerald Guralnik und T. W. B. Kibble, unabhängig von Peter Higgs und François Englert, Robert Brout, bekannt. Hagen kannte Guralnik noch aus der Studienzeit am MIT.
Ihre endgültige Form erhielt die Arbeit, als beide 1964 bei Kibble am Imperial College London waren. Im Rahmen ihres 50-jährigen Bestehens erkannten die Physical Review Letters diese Entdeckung als einen der Meilenstein-Veröffentlichungen in ihrer Geschichte an.
Im Jahr 2010 erhielt Hagen den Sakurai-Preis der American Physical Society (APS) für Theoretische Teilchenphysik für die Aufklärung der Eigenschaften der spontanen Symmetriebrechung in vierdimensionalen relativistischen Eichtheorien und den Mechanismus für die konsistente Erzeugung von Vektor-Boson-Massen.
Seine Forschungsinteressen liegen im Bereich der Theoretischen Hochenergiephysik, vor allem im Bereich der Quantenfeldtheorie. Dies umfasst die Formulierung und Quantisierung von relativistischen und nicht relativistischen Feldtheorien mit höherem Spin. In den letzten Jahren befasste er sich mit solchen Themen wie exakt lösbaren zweidimensionalen Theorien, Chern-Simons-Feldtheorie, den Aharonov-Bohm-Effekt und den Casimir-Effekt.
Hagen erhielt seine B.S. und M.S. in Physik 1958 am Massachusetts Institute of Technology, wo er 1962 über ein Thema der Quantenelektrodynamik bei Ken Johnson promoviert wurde. Seit 1963 lehrte er als Professor für Physik an der University of Rochester, wo er 1965 Assistant Professor, 1968 Associate Professor und 1974 Professor wurde. Hagen gewann zweimal den Preis für Exzellenz in der Lehre am Institut für Physik und Astronomie der University of Rochester (1996 und 1999). Er ist ein Fellow der American Physical Society und wurde von ihr 2008 als Outstanding Referee ausgezeichnet.